# Чип, Дэвид
Дэвид Чип (англ. David Cheap; 1697—1752) — офицер британского флота, известный в первую очередь как капитан фрегата «Вейджер» в 1740—1741 годах, во время экспедиции Джорджа Ансона. Принял командование кораблём в чине лейтенанта, после смерти капитана Данди Кидда. «Вейджер» потерпел крушение, а команда, оказавшись на берегу, взбунтовалась. Чип попал в плен к испанцам и вернулся на родину через два года после мятежников.
Чип стал героем книги Дэвида Гранна «Вейджер: История о кораблекрушении, мятеже и убийстве» (2023). Режиссёр Мартин Скорсезе начал работу над экранизацией этой книги.